# Futbol a Sud-àfrica
El futbol és l'esport més popular a Sud-àfrica, seguit pel rugbi a 15 i el criquet. És dirigit per la South African Football Association (SAFA).

## Història

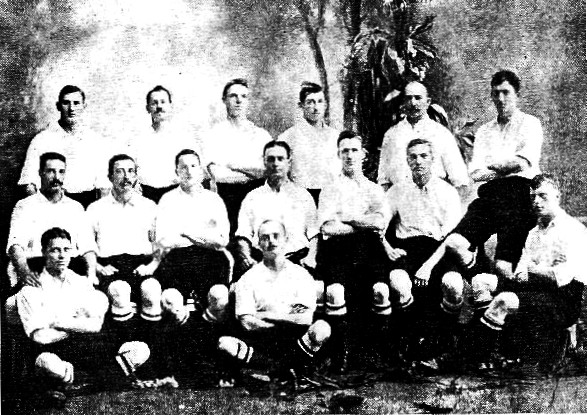
Equip de Sud-àfrica que participà en la gira per Sud-amèrica el 1906.

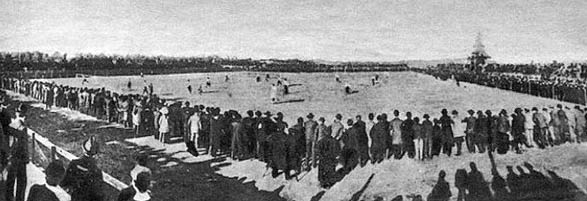
Partit Sud-àfrica-Alumni a Buenos Aires, 1906.

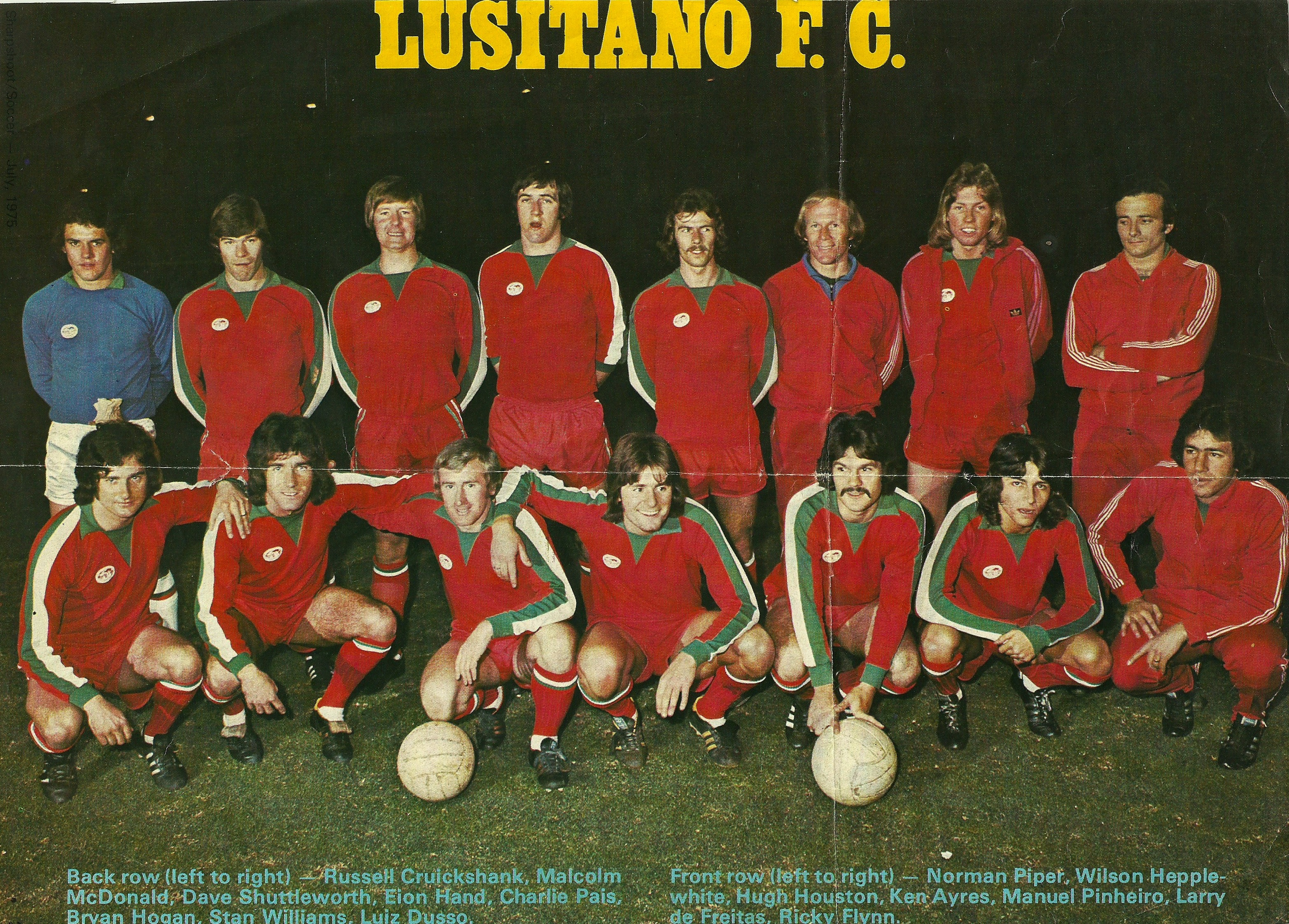
Equip Lusitano FC l'any 1977.

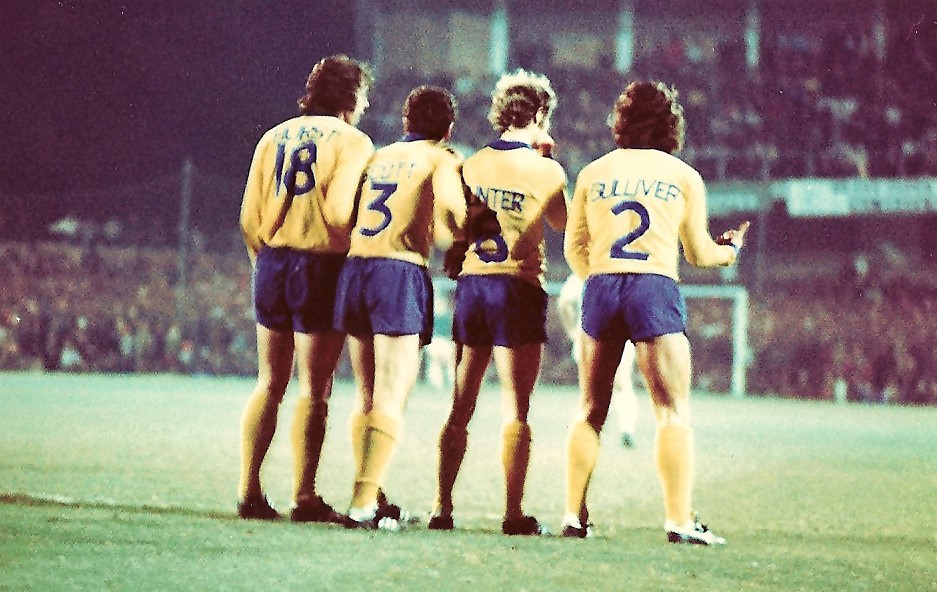
Equip Cape Town City als anys 70.

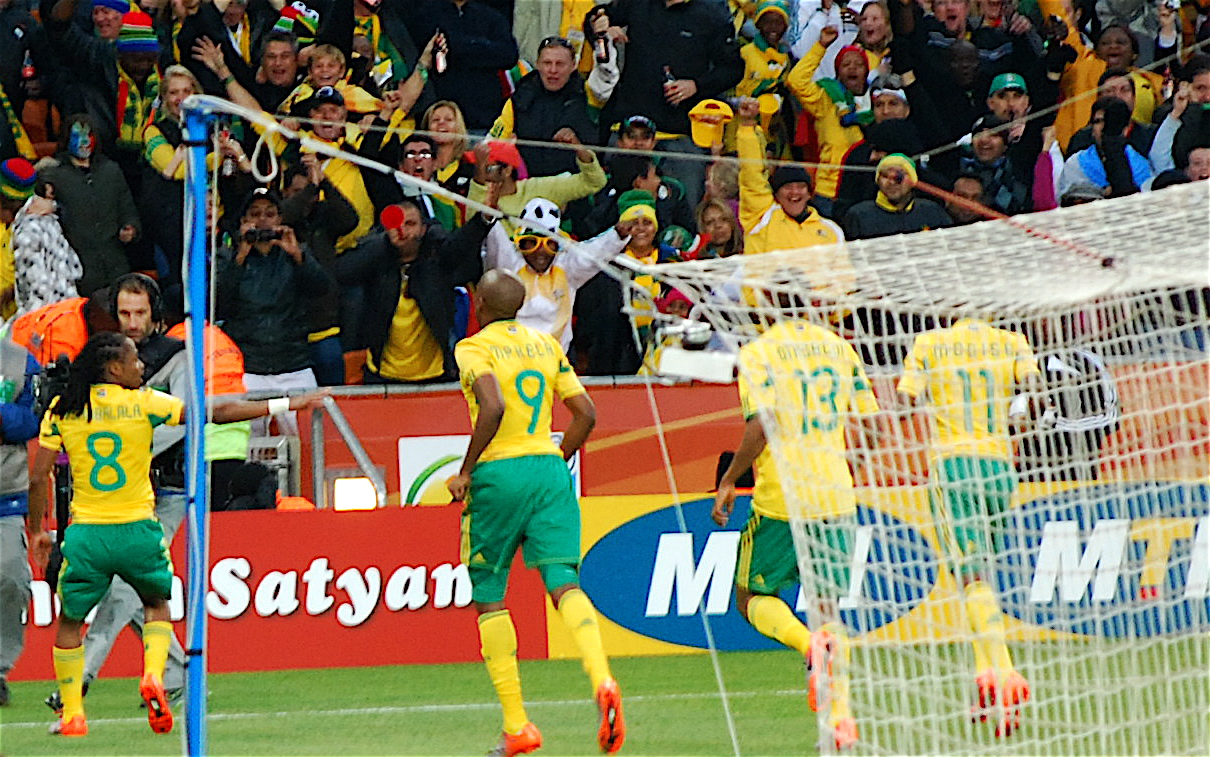
Primer partit de la Copa Mundial de la FIFA - Mèxic contra Sud-àfrica - al Soccer City, Johannesburg.

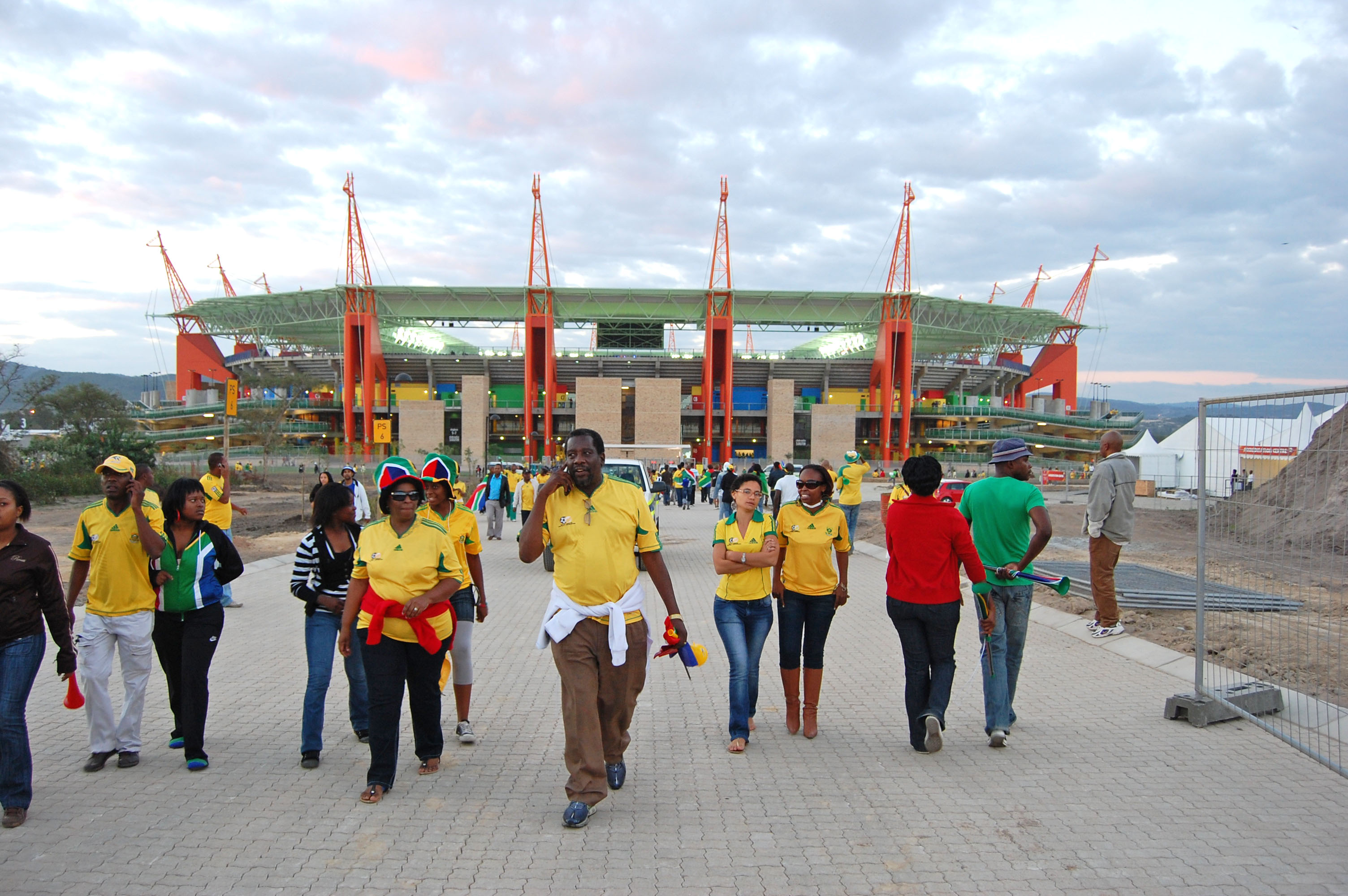
La gent surt de l'estadi després del partit dels Bafana Bafana el 16 de maig de 2010.

El futbol arribà a Sud-àfrica com a conseqüència del colonialisme britànic a final del segle xix, principalment entre militars britànics. Des dels seus inicis fins al final del apartheid, l'organització del futbol al país es va veure afectat per la segregació racial. La federació dels blancs Football Association of South Africa (FASA) va ser creada el 1892, mentre que la South African Indian Football Association (SAIFA), South African Bantu Football Association (SABFA) i la South African Coloured Football Association (SACFA) van ser fundades els anys 1903, 1933 i 1936 respectivament.
Ingressà a la FIFA el 1953 i fundà la Confederation of African Football el 1956, però els problemes racials als país acabaren provocant la seva expulsió. No fou fins a la dècada de 1990, que el sistema racial fou desmuntat i finalment, la federació sud-africana fou readmesa a la FIFA el 7 de juliol de 1992.

## Competicions
- Lligues:
  - Premier Soccer League
  - National First Division
  - SAFA Second Division
  - SAFA Regional League
  - Federation Professional League (desapareguda)
  - National Football League (Sud-àfrica) (desapareguda)
  - National Professional Soccer League (Sud-àfrica) (desapareguda)
  - National Soccer League (Sud-àfrica) (desapareguda)
  - South African Soccer League (desapareguda)
- Copes:
  - Copa sud-africana de futbol (Nedbank Cup)
  - Copa de la Lliga sud-africana de futbol (Telkom Knockout)
  - Supercopa sud-africana de futbol (MTN 8)
  - Copa de la NFL (desapareguda)
  - Copa de la SASF / FPL (desapareguda)

## Principals clubs
Clubs amb més títols nacionals a 2021.
- Mamelodi Sundowns FC
- Kaizer Chiefs FC
- Orlando Pirates FC
- Highlands Park FC
- SuperSport United FC
- Cape Town Spurs FC
- Bidvest Wits FC
- Santos FC
- Moroka Swallows FC
- Cape Town City FC
- Durban City FC
- Jomo Cosmos FC
- AmaZulu FC
- Bloemfontein Celtic FC
- Platinum Stars FC
- Free State Stars FC
- Vaal Professionals FC
- Bush Bucks FC

## Jugadors destacats
Fonts:
Des de 1910
- Tony Whitson

Des de 1920
- Gordon Hodgson

Des de 1930
- Arthur Riley

Des de 1940
- Berry Nieuwenhuys

Des de 1950
- Eddie Stuart
- Steve Mokone
- Johnny Hubbard

Des de 1960
- Des Horne
- Albert Johanneson
- Kaizer Motaung
- Percy Moloi

Des de 1970
- Simon Lehoko
- Patrick Ntsoelengoe
- Ryder Mofokeng
- Vusi Lamola
- Abednigo Ngcobo
- Jomo Sono
- Ephraim Mashaba
- Patson Banda
- Kito Petrus Nzimande
- Rodney Kitchin

Des de 1980
- Jan Lechaba
- Nelson Teenage Dladla

Des de 1990
- Lucas Radebe
- Doctor Khumalo
- Phil Masinga

Des de 2000
- Benni McCarthy
- Mark Fish
- Aaron Mokoena
- Steven Pienaar

Des de 2010
- Itumeleng Khune

## Principals estadis

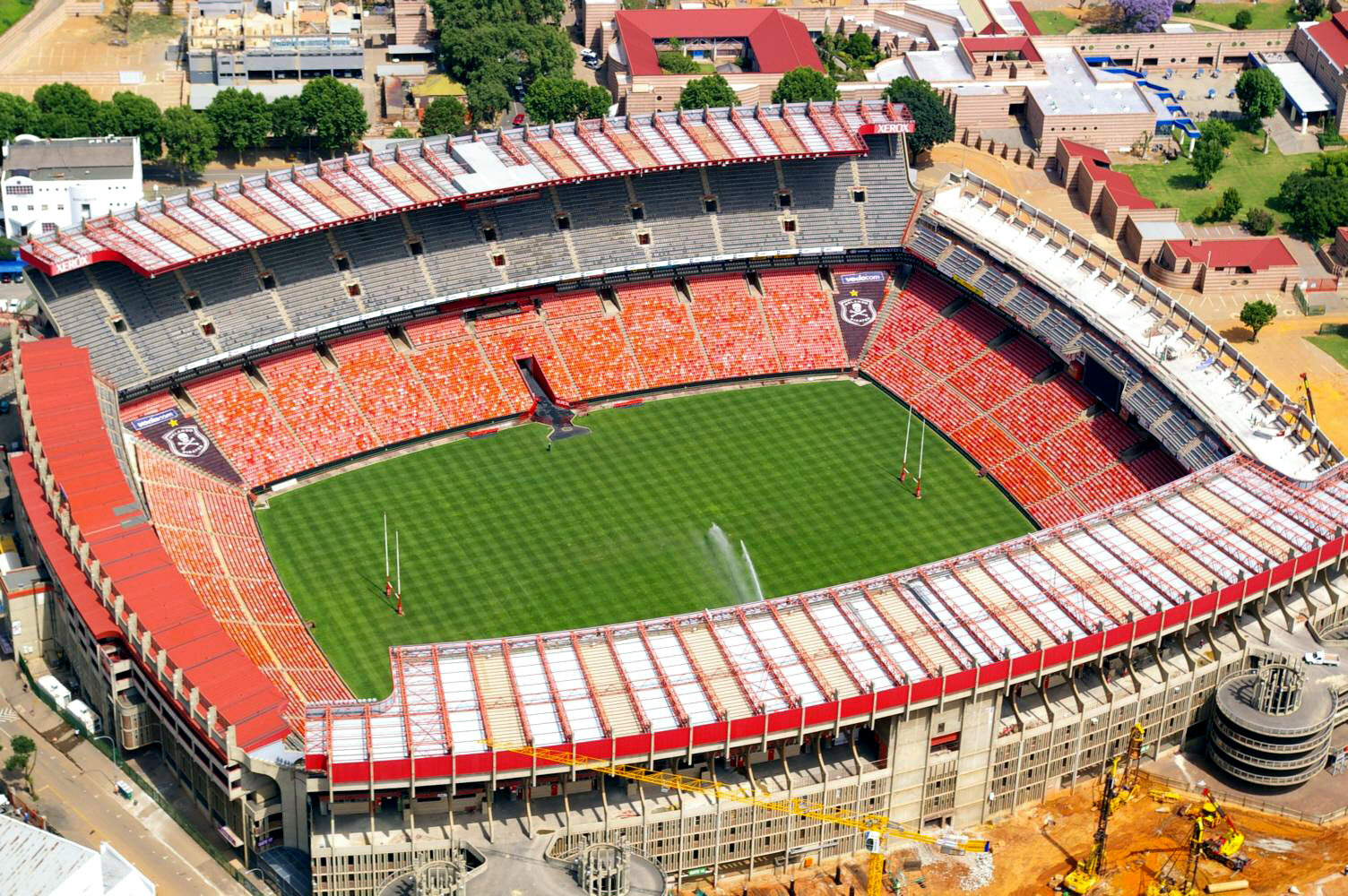
Estadi Ellis Park.

| #  | Estadi                     | Capacitat | Ciutat         | Regió          | Inauguració |
| -- | -------------------------- | --------- | -------------- | -------------- | ----------- |
| 1  | FNB Stadium (Soccer City)  | 94.736    | Johannesburg   | Gauteng        | 2009        |
| 2  | Ellis Park Stadium         | 62.567    | Johannesburg   | Gauteng        | 1928        |
| 3  | Odi Stadium                | 60.000    | Mabopane       | Gauteng        | anys 1980   |
| 4  | Mmabatho Stadium           | 59.000    | Mahikeng       | Nord-oest      | 1981        |
| 5  | Cape Town Stadium          | 55.000    | Ciutat del Cap | Cap Occidental | 2009        |
| 6  | Moses Mabhida Stadium      | 54.000    | Durban         | KwaZulu-Natal  | 2009        |
| 7  | Kings Park Stadium         | 52.000    | Durban         | KwaZulu-Natal  | 1891        |
| 8  | Loftus Versfeld Stadium    | 51.762    | Pretòria       | Gauteng        | 1906        |
| 9  | Nelson Mandela Bay Stadium | 48.459    | Port Elizabeth | Cap Oriental   | 2009        |
| 10 | Toyota Stadium             | 48.000    | Bloemfontein   | Estat Lliure   | 1995        |